# Spiloscapha medvedevi
Spiloscapha medvedevi – gatunek chrząszcza z rodziny czarnuchowatych i podrodziny Diaperinae.

## Taksonomia
Gatunek ten opisany został po raz pierwszy w 2010 roku przez Rolanda Grimma na łamach „Stuttgarter Beiträge zur Naturkunde”. Jako lokalizację typową wskazano Park Narodowy Gunung Gading w malezyjskim Sarawaku na Borneo. Epitet gatunkowy nadano na cześć koleopterologa Glieba Miedwiediewa.

## Morfologia
Chrząszcz o podługowato-owalnym w zarysie ciele długości od 3,1 do 3,7 mm i szerokości od 1,5 do 1,9 mm. Oskórek jest błyszczący, kasztanowy z czarniawymi elementami na przedpleczu i pokrywach oraz czarną większą częścią biczyka czułków.
Głowa jest pokryta punktami oddalonymi na dystanse równe dwukrotności ich średnic. Nadustek ma przednią krawędź ściętą, szew epistomalny jest wyraźny, a policzki przeciętnie sklepione i ukośne, tworzące występy silnie wcinające się w oczy.
Trapezowate, skąpiej i nieco drobniej niż głowa punktowane przedplecze ma lekko wykrojoną, na środkowym odcinku zaokrągloną, a na bocznych obrzeżoną krawędź przednią, rozwarte kąty przednie, lekko zakrzywione i ku przodowi zbieżne, obwiedzione szeregiem punktów szczecinkowych krawędzie boczne, proste kąty tylne i lekko zafalowaną, nieobrzeżoną krawędź tylną. Przeciętnie sklepione pokrywy mają słabo zaznaczone rządki przytarczkowe, po osiem szeregów punktów między nimi a krawędziami bocznymi oraz płaskie, drobno i skąpo punktowane międzyrzędy, z których pierwszy, trzeci, piąty i siódmy dysponują szeregami punktów szczecinkowych.

## Rozprzestrzenienie
Owad orientalny, endemiczny dla Malezji i Borneo, znany tylko z miejsca typowego, położonego na wysokości między 100 a 300 m n.p.m.